# Jack Rounds
Jack Duane Rounds (Huntington Park, Californië, 2 december 1930 - Hyde Park, Utah, 21 mei 1998) was een Amerikaans autocoureur die vooral in sprint cars reed. In 1960 en 1961 schreef hij zich ook in voor de Indianapolis 500, maar beide keren wist hij zich niet te kwalificeren. De eerste race was ook onderdeel van het Formule 1-kampioenschap. Rounds reed tussen 1959 en 1961 ook zes USAC Championship Car-races, waarbij zijn beste resultaat een zevende plaats was tijdens de Langhorne 100 op de Langhorne Speedway in 1960.